# Xenocoelidia litura
Xenocoelidia litura är en insektsart som beskrevs av Kramer 1967. Xenocoelidia litura ingår i släktet Xenocoelidia och familjen dvärgstritar. Inga underarter finns listade i Catalogue of Life.